# Horní Radslavice

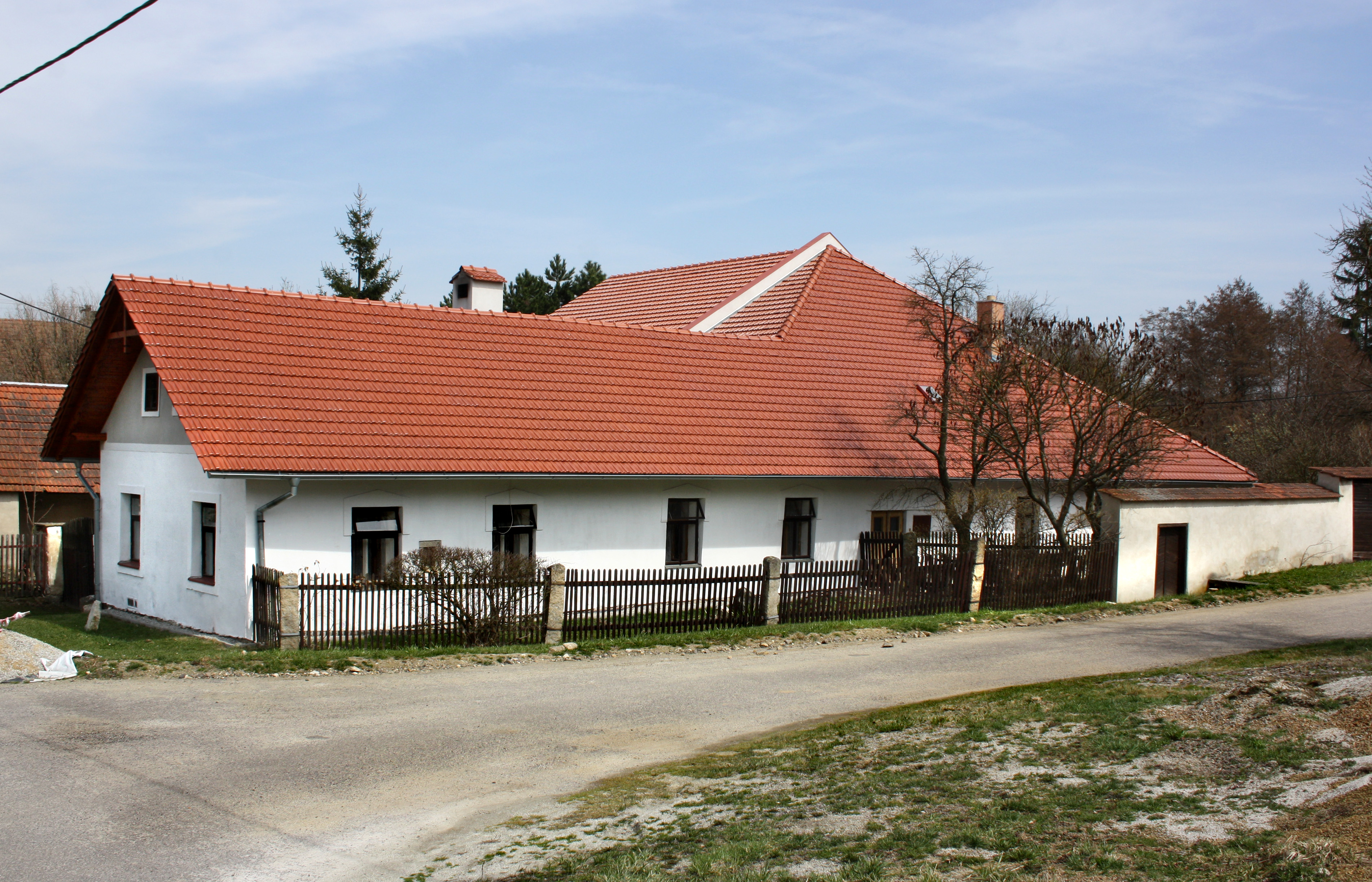
Horní Radslavice

Horní Radslavice (deutsch Ober Ratzlawitz) ist eine Gemeinde in Tschechien. Sie liegt acht Kilometer westlich von Velké Meziříčí und gehört zum Okres Žďár nad Sázavou.

## Geographie
Horní Radslavice erstreckt sich im Süden der Böhmisch-Mährischen Höhe in einem linken Seitental des Baches Svatoslavský potok. Östlich erhebt sich die Strážnice (564 m), im Westen der Posekání (639 m) und Hradiště (661 m) und nordwestlich die Jalovcová hora (584 m).
Nachbarorte sind Pohořílky im Norden, Uhřínov im Nordosten, Baliny im Osten, Horní Heřmanice im Südosten, Bochovice im Süden, Svatoslav im Südwesten, Zátiší im Westen sowie Pavlínov im Nordwesten.

## Geschichte
Die erste urkundliche Erwähnung von Radslavicz erfolgte 1377 als Besitz von Jan von Meziříčí. Bis zum Beginn des 15. Jahrhunderts gehörte das Dorf zur Herrschaft Meziříčí. 1409 wurde der Ort an die Gebrüder Markvart von Bochovice verkauft. Nachfolgende Besitzer waren die Herren von Pernstein. 1559 erwarb Jan d. Ä. Stránecký von Stránec das Dorf und schlug es seiner Herrschaft Zhoř zu. Nach der Schlacht am Weißen Berg wurden die Güter der Stránecký konfisziert. Zwischen 1729 und 1848 war das Dorf wieder zur Herrschaft Velké Meziříčí untertänig. In dieser Zeit bestanden in Horní Radslavice zwei Mühlen, eine herrschaftliche Brennerei, ein Gasthof und eine Schmiede.
Nach der Aufhebung der Patrimonialherrschaften entstand 1850 die politische Gemeinde Horní Raclavice in der Bezirkshauptmannschaft Velké Meziříčí. Im Jahre 1908 entstand die Schule. Zu Beginn des Jahres 1961 wurde Horní Radslavice dem Okres Žďár nad Sázavou zugeordnet. 1976 erfolgte die Eingemeindung nach Pavlínov. Zwischen 1980 und 1990 war Horní Radslavice dann ein Ortsteil von Otín.

## Gemeindegliederung
Für die Gemeinde Horní Radslavice sind keine Ortsteile ausgewiesen.

## Sehenswürdigkeiten
- Glockenturm am Dorfplatz